# Sharon Jemutai Cherop
Sharon Jemutai Cherop, född 16 mars 1984, är en kenyansk friidrottare som tävlar i maratonlöpning.